# MAMA AWARDS
MAMA AWARDS（ママアワード、朝: 마마 어워즈、略: MAMA）は、CJ ENMが主催するアジアの音楽授賞式。

## 概要
音楽専門チャンネル・Mnetを運営するCJ ENM主催の音楽授賞式。1999年にMnet「映像音楽大賞」としてスタート。2009年に韓国初のアジア音楽授賞式を宣言して「Mnet Asian Music Awards」に生まれ変わった。
2022年には、K-POPの影響力がアジアからグローバルに拡大するなどグローバル音楽市場の変化に合わせて『MAMA AWARDS』にリブランディング。韓国音楽産業の成長とともに着実に進化を遂げてきた。
番組視聴者投票、MAMA専門審査委員団による審査、音源販売量、アルバム販売量の4部門による総合結果を元に各賞が授与される。また、アジア・ヨーロッパ、北アメリカ、オセアニアでリアルタイム放送が行われる。2014年度以降、各年の大賞賞名にUnion Pay、Hotelscombinedなど公式スポンサーの企業名が冠されるようになった。

## 沿革
- 1999年 - 第1回目の授賞式Mnet映像音楽大賞を実施[3]。
- 2004年 - Mnet KM Music Video Festivalに改称[4]。
- 2006年 - Mnet KM Music Festival（略: MKMF）に改称[3]。
- 2009年 - Mnet Asian Music Awardsに改称[3]。
- 2017年 - K-POP部門、アジア音楽部門、専門部門を新設[5]。
- 2022年 - MAMA AWARDSへリブランディング[2]。

## 日程
| 年                                  | 日付             | 国               | 都市             | 会場                                      |
| Mnet映像音楽大賞                    | Mnet映像音楽大賞 | Mnet映像音楽大賞 | Mnet映像音楽大賞 | Mnet映像音楽大賞                          |
| ----------------------------------- | ---------------- | ---------------- | ---------------- | ----------------------------------------- |
| 1999                                | 11月27日         | 韓国             | ソウル           | ユニバーサル・アート・センター            |
| Mnet Music Video Festival (MMF)     |                  |                  |                  |                                           |
| 2000                                | 11月24日         | 韓国             | ソウル           | ユニバーサル・アート・センター            |
| 2001                                | 11月23日         | 韓国             | ソウル           | ユニバーサル・アート・センター            |
| 2002                                | 11月29日         | 韓国             | ソウル           | ユニバーサル・アート・センター            |
| 2003                                | 11月27日         | 韓国             | ソウル           | 慶熙大学                                  |
| Mnet KM Music Video Festival (MKMF) |                  |                  |                  |                                           |
| 2004                                | 12月4日          | 韓国             | ソウル           | 慶熙大学                                  |
| 2005                                | 11月27日         | 韓国             | ソウル           | オリンピック体操競技場                    |
| Mnet KM Music Festival (MKMF)       |                  |                  |                  |                                           |
| 2006                                | 11月25日         | 韓国             | ソウル           | オリンピック体操競技場                    |
| 2007                                | 11月17日         | 韓国             | ソウル           | 蚕室室内体育館                            |
| 2008                                | 11月15日         | 韓国             | ソウル           | 蚕室室内体育館                            |
| Mnet Asian Music Awards (MAMA)      |                  |                  |                  |                                           |
| 2009                                | 11月21日         | 韓国             | ソウル           | 蚕室室内体育館                            |
| 2010                                | 11月28日         | マカオ           | マカオ           | ザ・ベネチアン・マカオ                    |
| 2011                                | 11月29日         | シンガポール     | シンガポール     | シンガポール・インドア・スタジアム        |
| 2012                                | 11月30日         | 香港             | 香港             | 香港コンベンション&エキシビションセンター |
| 2013                                | 11月22日         | 香港             | 香港             | アジアワールド・エキスポ                  |
| 2014                                | 12月3日          | 香港             | 香港             | アジアワールド・エキスポ                  |
| 2015                                | 12月2日          | 香港             | 香港             | アジアワールド・エキスポ                  |
| 2016                                | 12月2日          | 香港             | 香港             | アジアワールド・エキスポ                  |
| 2017                                | 11月25日         | ベトナム         | ホーチミン       | ホアビンシアター                          |
| 2017                                | 11月29日         | 日本             | 横浜             | 横浜アリーナ                              |
| 2017                                | 11月30日         | 香港             | 香港             | W香港                                     |
| 2017                                | 12月1日          | 香港             | 香港             | アジアワールド・エキスポ                  |
| 2018                                | 12月10日         | 韓国             | ソウル           | 東大門デザインプラザ                      |
| 2018                                | 12月12日         | 日本             | さいたま         | さいたまスーパーアリーナ                  |
| 2018                                | 12月14日         | 香港             | 香港             | アジアワールド・エキスポ                  |
| 2019                                | 12月4日          | 日本             | 名古屋           | ナゴヤドーム                              |
| 2020                                | 12月6日          | 韓国             | 坡州             | CJ E&M コンテンツワールド                 |
| 2021                                | 12月11日         | 韓国             | 坡州             | CJ E&M コンテンツワールド                 |
| MAMA AWARDS                         |                  |                  |                  |                                           |
| 2022                                | 11月29日         | 日本             | 大阪             | 京セラドーム                              |
| 2022                                | 11月30日         | 日本             | 大阪             | 京セラドーム                              |
| 2023                                | 11月28日         | 日本             | 東京             | 東京ドーム                                |
| 2023                                | 11月29日         | 日本             | 東京             | 東京ドーム                                |
| 2024                                | 11月21日         | アメリカ         | ロサンゼルス     | ドルビー・シアター                        |
| 2024                                | 11月22日         | 日本             | 大阪             | 京セラドーム                              |
| 2024                                | 11月23日         | 日本             | 大阪             | 京セラドーム                              |
| 2025                                | 11月28・29日     | 香港             | 香港             | 啓徳主場館                                |

## 授与内容

### 大賞
- 今年の歌手賞
- 今年の歌賞
- 今年のアルバム賞
- 今年のワールドワイドアイコン賞

### その他主要賞
- 新人賞（男性／女性）
- 最優秀グループ賞（男性／女性）
- 最優秀歌手賞（男性／女性）
- 最優秀ダンスパフォーマンス賞 グループ（男性／女性）
- 最優秀ダンスパフォーマンス賞 ソロ（男性／女性）
- 最優秀ボーカルパフォーマンス賞 グループ／ソロ
- 最優秀バンドパフォーマンス賞
- 最優秀OST賞
- 最優秀コラボレーション賞
- 最優秀ミュージックビデオ賞
- Worldwide Fans' Choice　ほか

## 2005年-2010年

### 2005年
- 最優秀楽曲賞：Drunken Tiger
- 最優秀人気ミュージックビデオ賞：東方神起
- 新人賞ソロ部門最優秀ミュージックビデオ賞：イム・ジョンヒ
- 新人賞グループ部門最優秀ミュージックビデオ賞：SS501
- 女性ソロ部門最優秀ミュージックビデオ賞：BoA
- 男性ソロ部門最優秀ミュージックビデオ賞：キム・ジョングク
- 女性グループ部門最優秀ミュージックビデオ賞：JEWELRY
- 男性グループ部門最優秀ミュージックビデオ賞：sg WANNA BE+
- 男女混成グループ部門最優秀ミュージックビデオ賞：コヨーテ
- ロック部門最優秀ミュージックビデオ賞：BUZZ
- HIP HOP部門最優秀ミュージックビデオ賞：Epik High
- R&B部門最優秀ミュージックビデオ賞：フィソン
- バラード部門最優秀ミュージックビデオ賞：シン・ヘソン
- ダンス部門最優秀ミュージックビデオ賞：イ・ミヌ
- 外国音楽部門最優秀ミュージックビデオ賞：Black Eyed Peas
- 最優秀O.S.T賞：Clazziquai「She is...」（私の名前はキム・サムスン）
- 最優秀ミュージックビデオ演技賞：リュ・スンボム
- 公演ビデオ部門最優秀賞：PSY
- 海外視聴者賞：カンタ
- Mnet+モバイル人気賞：東方神起
- ネティズン人気賞：ムン・ヒジュン
- デジタル人気賞：MCモン
- 審査員特別賞：チョPD
- Mnet KM プロデューサー選定特別賞：S.E.S
- 監督部門最優秀ミュージックビデオ賞：ソ・ヒョンスン監督
- 技術部門撮影賞：パク・ソンイル
- 技術部門編集賞：ソン・ゴル
- 技術部門特殊効果賞：FX NINE
- 企画賞：SAMSUNG電子 Anycall

### 2006年
- 今年の歌手賞：東方神起
- 今年の歌賞：sg WANNA BE+
- 今年のアルバム賞：sg WANNA BE+
- 最優秀男性ソロ賞：ピ
- 最優秀女性ソロ賞：ペク・チヨン
- 最優秀グループ賞：東方神起
- 新人ソロ部門最優秀歌手賞：チャン・リーイン（張力尹）
- 新人グループ賞：SUPER JUNIOR
- R&B賞：フライ・トゥ・ザ・スカイ
- ダンス賞：SS501
- ロック賞：BUZZ
- ヒップホップ賞：MCモン
- バラード賞：イ・スンギ
- ミュージックビデオ賞：PSY（サイ）
- ミュージックビデオ監督賞：チャ・ウンテク
- ミュージックビデオ演技賞：イ・ジュンギ、キム・ジス
- 外国音楽部門最優秀アーティスト賞：プッシーキャット・ドールズ
- アジアベストポップアーティスト賞：w-inds.
- 海外視聴者賞：神話
- エムネットプラスモバイル人気賞：東方神起
- YEPPネチズン人気賞：神話
- デジタル人気賞：sg WANNA BE+
- Mnet.com賞：東方神起
- 最優秀O.S.T賞：SeeYa「狂った愛の歌」
- 今年の映画賞：ラジオスター

### 2007年
- 今年の歌手賞：SUPER JUNIOR
- 今年の歌賞：BIGBANG 『LIES』
- 今年のアルバム賞：Epik High『Remapping the Human Soul』
- 最優秀男性歌手賞：イ・スンギ
- 最優秀女性歌手賞：IVY
- 最優秀男性グループ賞：BIGBANG
- 最優秀女性グループ賞：SeeYa
- 最優秀混成グループ賞：Clazziquai
- 新人賞女性：ユンナ
- 新人男性グループ賞：FTIsland
- 新人女性グループ賞：Wonder Girls
- ロック音楽賞：Cherry Filter
- ヒップホップ音楽賞：Epik High
- R＆B Soul音楽賞：sg WANNA BE+
- ハウス＆エレクトロニック音楽賞：Clazziquai
- バラード音楽賞：ヤンパ
- ダンス音楽賞：天上智喜
- 最優秀ミュージックビデオ演技賞：チョン・イル/ペク・ソヒョン「どれほどの想いで」
- 最優秀ミュージックビデオ作品賞：Dynamic Duo「出席チェック」
- MKMF功労賞：イン・スニ
- 海外視聴者賞：神話
- モバイル人気賞：SUPER JUNIOR
- AUCTIONネティズン人気賞：SUPER JUNIOR
- Mnet.com賞：FTIsland
- 最優秀作詞賞：ドランクンタイガー「8:45Heaven」

### 2008年
- 今年の歌手賞：BIGBANG
- 今年の歌賞：Wonder Girls 『Nobody』
- 今年のアルバム賞：東方神起 『The 4th Album 'MIROTIC'』
- 最優秀男性歌手賞：ソ・テジ「Moai」
- 最優秀女性歌手賞：イ・ヒョリ「U-Go-Girl（with 낯선）
- 最優秀男性グループ賞：BIGBANG「HARU HARU」
- 最優秀女性グループ賞：Wonder Girls「Nobody」
- 新人賞男性グループ：SHINee「누난 너무 예뻐」
- 新人賞女性グループ：Davichi「미워도 사랑하니까」
- ロック音楽賞：Nell
- ヒップホップ音楽賞：Epik High「One（feat. 지선）」
- バラード/R&B音楽賞：ブラウンアイズ「가지마 가지마」
- ダンス音楽賞：イ・ヒョリ「U-GO-Girl（with 낯선）」
- ハウス/エレクトロニクス音楽賞：JEWELRY「One More Time」
- 作詞賞：キム・ドンリュル（また始めよう）
- 作曲賞：キム・ジョンワン(Nell)「記憶を歩く時間」
- 編曲賞：タブロー(Epik High)「One」
- ミュージックビデオ作品賞：ワンダーガールズ「ノーボディー」
- ミュージックビデオ監督賞：チャン・ジェヒョク「ワンダーガールズ「Nobody」など」
- OST賞：キム・ジョンウク、sg WANNA BE+（MBC『エデンの東』OST「運命を逆らって」）
- 10周年記念M.net KM PD特別賞：シン・スンフン
- 10周年記念Remember賞：H.O.T.
- 今年の発見賞：ギャラクシーエクスプレス
- アジア ベスト アーティスト賞：方大同（中国歌手）
- 海外視聴者賞：東方神起
- オークション ネチズン人気賞：東方神起
- オークション スタイル賞：東方神起
- モバイル人気賞：東方神起
- ミュージックポータルエムネット賞：BIGBANG
- デジタル音源賞：BIGBANG

### 2009年
- 今年の歌手賞：2PM
- 今年の歌賞：2NE1 『I Don't Care』
- 今年のアルバム賞：G-DRAGON『HEARTBREAKER』
- 最優秀男性歌手賞：Drunken Tiger
- 最優秀女性歌手賞：ペク・チヨン
- 最優秀男性グループ賞：2PM
- 最優秀女性グループ賞：Brown Eyed Girls
- 最優秀混成グループ賞：8eight
- 新人賞男性グループ：Supreme Team
- 新人賞女性グループ：2NE1
- デジタル音源賞：ペク・チヨン
- モバイル人気賞：SUPER JUNIOR
- CGV人気賞：SUPER JUNIOR
- 海外視聴者賞：SUPER JUNIOR
- ベストアジアスター賞：東方神起
- 世界最優秀アーティスト賞：プッシーキャット・ドールズ
- 世界最優秀パフォーマンス賞：レディー・ガガ
- アジア推薦賞（日本）：AKB48
- アジア推薦賞（中国）：LOLLIPOP@F
- ダンス音楽賞：KARA「Honey」
- ハウス＆エレクトロニック賞：Brown Eyed Girls「Abracadabra」
- ヒップホップ賞：リサン
- ロック賞：復活
- トロット音楽賞：ホン・ジニョン
- 作詞賞：パク・ソンジュ（ボビー・キム - 사랑 그놈 ）
- 作曲賞：TEDDY（2NE1 - Fire 、 I Don't Care）
- 編曲賞：シンサドンホレンイ（4minute - Muzik）
- ベストアジアン作曲家賞：パク・ジニョン
- バラード音楽賞：キム・テウ
- OST賞：SS501「내 머리가 나빠서」（花より男子）
- ミュージックポータルMnet賞：2NE1
- ミュージックビデオ作品賞：2NE1「Fire」
- ミュージックビデオ監督賞：ホン・ウォンキ
- 名誉の殿堂：シム・スボン

### 2010年
- 今年の歌手賞：2NE1
- 今年の歌賞：miss A「Bad Girl Good Girl」
- 今年のアルバム賞：2NE1「To Anyone」
- 最優秀新人男性賞：CNBLUE
- 最優秀新人女性賞：miss A
- Best Male Group The Shilla Asian Wave：2PM
- 最優秀女性グループ賞 ：2NE1
- 最優秀男性ソロアーティスト賞：SOL
- 最優秀女性ソロアーティスト賞：BoA
- 最優秀ダンスパフォーマンス賞男性部門：2PM「I’ll Be Back」
- 最優秀ダンスパフォーマンス賞女性部門：miss A「Bad Girl Good Girl」
- 最優秀ソロダンスパフォーマンス賞：ピ（Rain）「君をつかまえる歌（널 붙잡을 노래）」
- 最優秀ソロ歌唱賞：GUMMY「男だから（남자라서）」
- 最優秀グループ歌唱賞：2AM「死んでも手放せない（죽어도 못 보내）」
- 最優秀バンド賞：Hot Potato「告白（고백）」
- 最優秀ラップ賞：DJ DOC（俺はこんな人だ（나 이런 사람이야）」
- 最優秀コラボレーション賞：ガイン&チョ・グォン「私たち愛し合うようになりました（우리 사랑하게 됐어요）」
- 最優秀デジタルシングル賞：パク・ボム「You And I」
- 最優秀ミュージックビデオ賞：2NE1「Can't Nobody」
- Best Music Video Directorof the Year：ソ･ヒョンス「Can't Nobody」「拍手して」
- 最優秀国際アーティスト賞：Far East Movement
- 最優秀アジアアーティスト賞：張杰
- アジア最優秀男性アーティスト賞：CHEMISTRY
- アジア最優秀新人賞：i Me
- アジア最優秀ポップアジア賞：Perfume
- 最優秀プロデューサー賞：PSY
- Best Choreography of the Year：キム･ファヨン
- 最優秀スタイル賞：ヤン･スンホ
- 最優秀コンサート賞：2010 チサン･バリー･ロックフェスティバル（지산밸리록페스티발 2010）
- Best Adult Contemporary Song：テ･ジナ
- Discovery of the Year：10cm

## 2011年-2015年

### 2011年
- 今年の歌手賞：少女時代
- 今年の歌賞：2NE1 『I AM THE BEST』
- 今年のアルバム賞：SUPER JUNIOR
- 最優秀男性歌手賞：キム・ヒョンジュン
- 最優秀女性歌手賞：ペク・チヨン
- 最優秀男性グループ賞：SUPER JUNIOR
- 最優秀女性グループ賞：少女時代
- 新人賞男性：ホ・ガク
- 新人賞女性グループ：A Pink
- 最優秀ダンス女性ソロ部門：キム・ヒョナ「Bubble Pop!」
- 最優秀ダンス賞男性グループ部門：Beast「Fiction」
- 最優秀ダンス賞女性グループ部門：Miss A「Good-bye Baby」
- 最優秀歌唱賞女性ソロ部門：IU「좋은 날」
- 最優秀歌唱グループ賞：2NE1「Lonely」
- 最優秀バンド賞：CNBLUE「직감」
- 最優秀ラップ賞：リサン「TV를 껐네..（Feat.tユン・ミレ, クォン・ジョンヨル of 10cm）」
- 最優秀OST賞：ペク・チヨン「その女（シークレットガーデンOST ）」
- ホットアジアアーティスト賞：倖田來未
- 最優秀アジア新人アーティスト賞ソロ部門：Wei Chen
- 最優秀アジア新人アーティスト賞グループ部門：Aziatix
- 最優秀アジアアーティスト賞・中国部門：ジェーン・チャン
- シンガポール推薦賞：SUPER JUNIOR
- スタイル･イン･ミュージック：ソ・イニョン
- Mnet PD特別賞：YB

### 2012年
- 今年の歌手賞：BIGBANG
- 今年の歌賞：PSY『江南スタイル』
- 今年のアルバム賞：SUPER JUNIOR『Sexy, Free & Single』
- 最優秀男性歌手賞：G-DRAGON
- 最優秀女性歌手賞：IU
- 最優秀男性グループ賞：BIGBANG
- 最優秀女性グループ賞：SISTAR
- 新人賞女性部門：Ailee
- 新人賞男性グループ部門：Busker Busker
- 最優秀ミュージックビデオ賞：PSY「江南スタイル」
- 最優秀国際男性グループ賞：SUPER JUNIOR
- 最優秀国際女性グループ賞：KARA
- 最優秀ダンスパフォーマンス賞男性ソロ部門：PSY「江南スタイル」
- 最優秀ダンスパフォーマンス賞男性グループ部門：SHINee「Sherlock」
- 最優秀ダンスパフォーマンス賞女性グループ部門：F(x)「Electric Shock」
- 「最優秀歌唱賞男性ソロ部門：K.Will「I need you」
- 最優秀歌唱賞グループ部門：ダビチ「Will think of you」
- 最優秀バンドパフォーマンス賞：Busker Busker「벛꽃 엔딩」
- 最優秀ラップパフォーマンス賞：Epik High「UP」
- 最優秀コラボレーション賞：Trouble Maker
- ベスト OST賞：ソ・イングク&チョン・ウンジ「All For You（応答せよ1997 OST）」
- 最優秀アジアティストグループ賞：EXO
- 最優秀新人アジアアーティスト賞・中国：TimeZ
- 新人アジアアーティスト賞・タイ部門：Natthew
- 最優秀アジアアーティスト賞・中国部門：ワン・リーホン
- 最優秀アジアアーティスト賞・中国部門：クリス・リー
- 最優秀アジアアーティスト賞・インドネシア部門：アグネス・モニカ
- 最優秀アジアアーティスト賞・フィリピン部門：サラ・ジェロニモ
- 最優秀アジアアーティスト賞・ベトナム部門：My Tam
- 最優秀アジアンアーティスト賞・シンガポール部門：Taufik Batisah
- 最優秀アジアアーティスト賞・日本部門：AKB48
- ベストLINE賞：SUPER JUNIOR
- M.net PD選定特別賞：B.A.P
- 国際人気賞：PSY「江南スタイル」
- スタイル･イン･ミュージック：Gain
- ガーディアン・エンジェル国・ワールド・ワイド・パフォーマンス賞：BIGBANG『ワールドツアー「ALIVE GALAXY TOUR 2012」』
- TVB′s Choice：ジョイ・ヨン

### 2013年
出典：
- 今年の歌手賞：G-DRAGON
- 今年の歌賞：チョー・ヨンピル『Bounce』
- 今年のアルバム賞：EXO『XOXO』
- 最優秀男性歌手賞：G-DRAGON
- 最優秀女性歌手賞：イ・ヒョリ
- 最優秀男性グループ賞：INFINITE
- 最優秀女性グループ賞：少女時代
- 新人賞男性部門：ロイ・キム
- 新人賞女性グループ部門：CRAYON POP
- 最優秀ミュージックビデオ賞：G-DRAGON「COUP D'ETAT」
- 最優秀ダンスパフォーマンス賞男性ソロ部門：G-DRAGON「ピタカゲ (CROOKED)」
- 最優秀ダンスパフォーマンス賞女性ソロ部門：CL「THE BADDEST FEMALE」
- 最優秀ダンスパフォーマンス賞男性グループ部門：SHINee「Dream Girl」
- 最優秀ダンスパフォーマンス賞女性グループ部門：SISTAR「Give It To Me」
- 最優秀歌唱賞男性ソロ部門：イ・スンギ「Return」
- 最優秀歌唱賞女性ソロ部門：Ailee「U&I」
- 最優秀バンドパフォーマンス賞：Busker Busker「Love, at first」
- 最優秀ラップパフォーマンス賞：Dynamic Duo「BAAAM」
- 最優秀アジアアーティスト賞・中国部門：アーロン・クオック
- 最優秀アジアアーティスト賞・日本部門：きゃりーぱみゅぱみゅ
- 最優秀アジアアーティスト賞・シンガポール部門：デリック・ホー
- 最優秀アジアアーティスト賞・ベトナム部門：Thu Minh
- 最優秀アジアアーティスト賞・タイ部門：ToR+ Saksit
- 最優秀アジアアーティスト賞・インドネシア部門：SM*SH
- 最優秀OST賞：TASHA「Touch Love」（太陽的主人）
- 最優秀発見賞：ペチギ
- スタイル･イン･ミュージック賞：SISTAR
- Sony MDRワールドワイド・パフォーマー賞：INFINITE 『1stワールドツアー「ONE GREAT STEP」』
- 最優秀コンサートパフォーマンス賞：イ·スンチョル
- 最優秀世界的人気アーティスト賞：Ylvis
- Music Makes One（音楽がひとつとなったわけ）グローバル大使賞：スティーヴィー・ワンダー
- 次世代国際スター賞：A Pink
- レッドカーペット・特別賞：イ・ジョンヒョン

### 2014年
出典：
- 今年の歌手賞：EXO
- 今年の歌賞：SOL『Eyes, Nose, Lips』
- 今年のアルバム賞：EXO『Overdose』
- 最優秀男性歌手賞：SOL
- 最優秀女性歌手賞：IU
- 最優秀男性グループ賞：EXO
- 最優秀女性グループ賞：SISTAR
- 新人賞男性：WINNER
- 最優秀ダンスパフォーマンス賞女性ソロ部門：ソンミ「Full Moon」
- 最優秀ダンスパフォーマンス賞男性グループ部門：INFINITE「Last Romeo」
- 最優秀ダンスパフォーマンス賞女性グループ部門：Girl's Day「Something」
- 最優秀歌唱賞男性ソロ部門：SOL「Eyes, Nose, Lips」
- 最優秀歌唱賞女性ソロ部門：Ailee「노래가 늘었어（歌が上手になった）」
- 最優秀バンドパフォーマンス賞：CNBLUE「Can’t Stop」
- 最優秀ラップパフォーマンス賞：Epik High「Happen Ending」
- 最優秀コラボレーション賞：ソユ&チョン・ギゴ「SOME」
- Youku Tudou最優秀ミュージックビデオ賞：2PM「Go Crazy!」
- 最優秀OST賞：Lyn「My Destiny」（星から来たあなた）
- 最優秀アジアアーティスト賞・日本部門：家入レオ
- 最優秀アジアアーティスト賞・シンガポールー部門：JJ LIN
- 最優秀アジアアーティスト賞・ベトナム部門：Ho Quynh Huong
- 最優秀アジアアーティスト賞・インドネシア部門：Raisa
- 最優秀アジアンアーティスト賞・タイ部門：Thaitanium
- 国際人気アーティスト賞：John Legend
- 人気楽曲賞・中国部門：筷子兄弟「Little Apple」
- スタイル・イン・ミュージック賞：チョン・ジュンヨン
- K-POPファンチョイス賞男性部門：INFINITE
- K-POPファンチョイス賞女性部門：少女時代-テティソ
- 最高人気ボーカリスト賞：IU
- 最優秀アジアスタイル賞：EXO

### 2015年
出典：
- 今年の歌手賞：BIGBANG
- 今年の歌賞：BIGBANG『BANG BANG BANG』
- 今年のアルバム賞：EXO『Exodus』
- 最優秀男性歌手賞：パク・ジニョン
- 最優秀女性歌手賞：テヨン
- 最優秀男性グループ賞：EXO
- 最優秀女性グループ賞：少女時代
- 男性新人賞：iKON
- 女性新人賞：TWICE
- 最優秀ダンスパフォーマンス賞男性グループ部門：SHINee「View」
- 最優秀ダンスパフォーマンス賞女性グループ部門：Red Velvet「Ice Cream Cake」
- 最優秀ダンスパフォーマンス賞女性ソロ部門：ヒョナ「Roll Deep」
- 最優秀歌唱賞男性ソロ部門：Zion.T「Eat」
- 最優秀歌唱賞女性ソロ部門：Ailee「Mind Your Own Business」
- 最優秀バンドパフォーマンス賞：CNBLUE「신데렐라（シンデレラ）」
- 最優秀ラップパフォーマンス賞：San E「Me You」
- 最優秀コラボレーション＆ユニット賞：Zion.T & Crush「그냥（Just）」
- 世界的活動賞：防弾少年団
- 最優秀ミュージックビデオ賞：BIGBANG「BAE BAE」
- iQIY 世界的人気アーティスト賞：BIGBANG
- 最優秀アジアアーティスト賞・日本部門：AKB48
- 最優秀アジアアーティスト賞・シンガポール部門：Stefanie Sun Yanzi
- 最優秀アジアアーティスト賞・ベトナム部門：ドンニー
- 最優秀アジアアーティスト賞・インドネシア部門：RAN
- 最優秀アジアアーティスト賞・タイ部門：POTATO
- 最優秀アジアアーティスト賞・台湾部門：Jolin Tsai
- 最優秀プロデューサー賞・韓国部門：パク・ジニョン
- 最優秀プロデューサー賞・中国部門：Gao Xiaosong
- 最優秀プロデューサー賞・ベトナム部門：Phuc Bo
- 最優秀エンジニア賞・日本部門：Yoshinori Nakayama
- 最優秀エンジニア賞・韓国部門：Ko Hyun Jong
- 最優秀エンジニア賞・香港部門：Lupo Groinig
- 最優秀公演賞・韓国部門：In Jae Jin
- 最優秀公演賞・中国部門：Wu Qun Da
- 最優秀公演賞・タイ部門：Vit Suthithavil
- 国際ファンチョイス賞男性部門：EXO
- 国際ファンチョイス賞女性部門：f(x)
- 次世代アジアンアーティスト賞：MONSTA X
- 最優秀アジアスタイル賞：EXO
- 国際直感賞：ペット・ショップ・ボーイズ

## 2016年-2020年

### 2016年
- タイトル：『2016 Mnet Asian Music Awards』
- 日程：12月2日（ 香港／アジアワールド・エキスポ）
- コンセプト：「Connection」[9]
- 冠スポンサー：ホテルズコンバインド[10]

司会
- イ・ビョンホン

アーティスト 
| - 防弾少年団 - EXO - SEVENTEEN - SF9 - GFRIEND - TWICE - I.O.I | - NCT - NCT DREAM - ティンバランド&エリック・ナム - ZICO - Crush - DEAN - スジ |  | - GOT7 - MONSTA X - BewhY - テミン - テヨン - ウィズ・カリファ - ガラント |

- 太字は初出演アーティスト。
- YGエンターテインメントのアーティストは、全員不参加。複数のアーティストが新曲リリースに関連するスケジュールと重なっており、これを受けて有力な新人賞の候補に挙がっているBLACKPINKも不参加となった[16][17]。

受賞者
- 今年の歌手賞：防弾少年団
- 今年の歌賞：TWICE『CHEER UP』
- 今年のアルバム賞：EXO『EX'ACT』
- 男性新人賞：NCT 127
- 女性新人賞：I.O.I
- 最優秀男性グループ賞：EXO
- 最優秀女性グループ賞：TWICE
- 最優秀男性歌手賞：ZICO
- 最優秀女性歌手賞：テヨン
- 最優秀ダンスパフォーマンス賞男性グループ部門：防弾少年団「Blood Sweat & Tears」
- 最優秀ダンスパフォーマンス賞女性グループ部門：GFRIEND「Rough」
- 最優秀ダンスパフォーマンス賞ソロ部門：テミン「Press Your Number」
- 最優秀歌唱賞男性部門：Crush「Don't Forget」
- 最優秀歌唱賞女性部門：Ailee「If You」
- 最優秀歌唱賞グループ：Davichi「Beside me」
- 世界的パフォーマー賞：SEVENTEEN
- 最優秀バンドパフォーマンス賞：CNBLUE「You're So Fine」
- 最優秀ラップパフォーマンス賞：C Jamm、BewhY「puzzle」
- 最優秀コラボレーション賞：スジ＆ベクヒョン「Dream」
- 最優秀ミュージックビデオ賞：BLACKPINK「WHISTLE」
- 最優秀OST賞：イ・ジョク「Don't Worry (応答せよ1988)」
- iQIY国際的有名アーティスト賞：GOT7
- 次世代アジアアーティスト賞男性部門：MONSTA X
- 次世代アジアアーティスト賞女性部門：BLACKPINK
- 最優秀アジアスタイル賞：EXO
- 最優秀アジアアーティスト賞・日本部門：SEKAI NO OWARI
- 最優秀アジアアーティスト賞・シンガポール部門：JJ Lin
- 最優秀アジアアーティスト賞・ベトナム部門：Noo Phuoc Thinh
- 最優秀アジアアーティスト賞・インドネシア賞：Isyana Sarasvati
- 最優秀アジアアーティスト賞・タイ部門：Getsunova
- 最優秀アジアアーティスト賞・中国部門：Hua Chenyu
- 最優秀エグゼクティブプロデューサー賞・韓国部門：パン・シヒョク
- 最優秀プロデューサー賞・韓国部門：Black Eyed Pilseung
- 最優秀公演賞・日本部門：Masahiro Hidaka
- 最優秀振りつけ師賞・タイ王国：J.Da Apissara Phetruengrong
- 最優秀ビジュアルアートディレクター賞・韓国部門：ミン・ヒジン
- 最優秀エンジニア・日本：Tanaka Hironobu
- 最優秀国際的プロデューサー賞：Timbaland
- Inspired Achievement：クインシー・ジョーンズ

### 2017年
- タイトル：『2017 Mnet Asian Music Awards』
- 日程・会場：
  - 『2017 MAMA Premiere in Vietnam』11月25日（ホーチミン／ホアビンシアター）
  - 『2017 MAMA In Japan』11月29日（横浜／横浜アリーナ）
  - 『2017 MAMA Professional Categories』11月30日（ 香港／W香港）
  - 『2017 MAMA In Hong Kong』12月1日（ 香港／アジアワールド・エキスポ）
- コンセプト：「共存」[19]
- 冠スポンサー：Qoo10[20]

- 10月26日から11月1日まで、ネット上で不正投票が発覚。不正投票を削除し、サービスメンテナンスが行われた[21]。
- 横浜アリーナで開催された29日のMAMAで、超大型プロジェクト「PRODUCE 48」が発表された。AKB48と「PRODUCE 101」のシステムがコラボし、秋元康が制作に携わる[22]。
- EXOが5年連続で「今年のアルバム賞」を受賞した[23]。

受賞者
- 今年の歌手賞：防弾少年団
- 今年の歌賞：TWICE『SIGNAL』
- 今年のアルバム賞：EXO
- 男性新人賞：Wanna One
- 女性新人賞：PRISTIN
- 男性グループ賞：Wanna One
- 女性グループ賞：Red Velvet
- 男性歌手賞：ZICO
- 女性歌手賞：IU
- ベストダンスパフォーマンス男性グループ賞：SEVENTEEN
- ベストダンスパフォーマンス女性グループ賞：TWICE
- ベストダンスパフォーマンスソロ賞：テミン
- ベストボーカルパフォーマンス男性ソロ賞：ユン・ジョンシン
- ベストボーカルパフォーマンス女性ソロ賞：Heize
- ベストボーカルパフォーマンスグループ賞：赤頬思春期
- ベストバンドパフォーマンス賞：hyukoh
- ベスト ヒップホップ & アーバンミュージック賞：Heize
- ベストOST賞：Ailee
- ベストコラボレーション賞：Dynamic Duo ＆ チェン
- ベストミュージックビデオ賞：防弾少年団
- ワールドパフォーマー賞：GOT7
- ベストコンサートパフォーマー賞：MONSTA X
- Best of NEXT：Wanna One、チョンハ
- Discovery of the year：NU'EST W
- Mwave Global fan's Choice：EXO
- ベストアジアンスタイル in Japan：EXO-CBX
- ベストアジアンスタイル in Hong Kong：防弾少年団
- ニュー アジアンアーティスト賞：NCT 127
- Favorite Vietnamese AritstPresented By Close up：Son Tung M-TP
- ベストアジアンアーティスト賞・タイ：Lula
- ベストアジアンアーティスト賞・ベトナム：Toc Tien
- ベストアジアンアーティスト賞・インドネシア：アグネス・モニカ
- ベストアジアンアーティスト賞・日本：AKB48
- ベストアジアンアーティスト賞・中国：カレン・モク
- ベストアジアンアーティスト賞・シンガポール：Aisyah Aziz
- ワールドワイドフェイバリットアーティスト：SEVENTEEN
- ベスト制作者：George Trivino、TRUE COLOR MUSIC
- ベストプロデューサー：Pdogg
- ベスト作曲家：Raisa Andriana＆ISYANA
- ベスト振付師：チェ・ヨンジュン
- ベストビデオディレクター：牧野惇、P.I.C.S.
- ベストビジュアル&アートディレクター：Yang
- スタイル イン ミュージック賞：ソンミ
- Inspired Achievement賞：秋元康

### 2018年
- タイトル：『2018 Mnet Asian Music Awards』
- 日程・会場：
  - 『2018 MAMA PREMIERE in KOREA』12月10日（ソウル／東大門プラザ）
  - 『2018 MAMA FANS' CHOICE in JAPAN』12月12日（埼玉／さいたまスーパーアリーナ）
  - 『2018 MAMA in HONG KONG』12月14日（ 香港／アジアワールド・エキスポ）

司会
- チョン・ヘイン（10日）
- キム・テリ（12日）
- パク・ボゴム（14日）

アーティスト
| 12月10日 - 公園少女 - キム・ドンハン - NATURE - THE BOYZ - VINXEN - Stray Kids - IZ*ONE - (G)I-DLE - Wanna One - 今月の少女 - fromis_9 - ヒョンソプ×ウィウン - Dean Ting - けやき坂46 - Marion Jola - Orange - The Toys | 12月12日 - NU’EST W - MAMAMOO - MONSTA X - BTS - Stray Kids - IZ*ONE - Wanna One - TWICE - 超特急 - JB・ジニョン・ユギョム | 12月14日 - GOT7 - Nafla - The Quiett - Mommy Son - MOMOLAND - BTS - BewhY - SEVENTEEN - Swings - Wanna One - CHANGMO - Tiger JK&ユン・ミレ - Paloalto - JJ Lin - ジャネット・ジャクソン |  |

- “MAMA WEEK”と称し、韓国・日本・香港の3カ国で開催された[29]。
- この年から大賞に「今年のワールドアイコン賞」が追加された[30]。

受賞者
- 今年の歌手賞：BTS
- 今年の歌賞：TWICE「What is Love？」
- 今年のアルバム賞：BTS「LOVE YOURSELF 轉 'Tear'」
- 今年のワールドアイコン賞：BTS
- 男性新人賞：Stray Kids
- 女性新人賞：IZ*ONE
- 男性グループ賞：Wanna One
- 女性グループ賞：TWICE
- 男性歌手賞：ロイ・キム
- 女性歌手賞：ソンミ
- ベストダンスパフォーマンス男性グループ賞：SEVENTEEN
- ベストダンスパフォーマンス女性グループ賞：TWICE
- ベストダンスパフォーマンスソロ賞：チョンハ
- BEST NEW MALE ARTIST：Stray Kids
- FAVORITE DANCE ARTIST JAPAN：超特急
- FAVORITE MUSIC VIDEO：BTS「IDOL」
- FAVORITE VOCAL ARTIST：MAMAMOO
- FAVORITE DANCE ARTIST MALE：BTS
- FAVORITE DANCE ARTIST FEMALE：TWICE
- KISS ME STYLE IN MUSIC：MONSTA X
- WORLDWIDE FANS' CHOICE TOP10：BTS、Wanna One、TWICE、BLACKPINK、NU'EST W、GOT7、SEVENTEEN、MONSTA X、NCT 127、MAMAMOO
- ベスト・ニュー・アジアン・アーティスト：The TOYS（タイ）、Orange（ベトナム）
- ベスト・プロデューサー賞：Pdogg
- ベスト振付師賞：ソン・ソンドゥク（BTS「IDOL」）
- ベスト・アートディレクター賞：MU:E（BTS「Fake Love」）
- ベスト制作者賞：パン・シヒョク
- ベスト・オブ・ネクスト：(G)I-DLE
- ベスト・トレンド：Wanna One
- M WAVE Global Choice：BTS
- ニュー・アジアン・アーティスト：IZ*ONE
- ディスカバリー・オブ・ザ・イヤー：MOMOLAND
- ベスト・ヒップホップ＆アーバン・ミュージック：ZICO
- ベスト・バンド・パフォーマンス：HYUKOH
- ベスト・OST：SEVENTEEN「A-TEEN」（ドラマ「A-TEEN」）
- ベスト・ボーカル・バフォーマンス（ソロ）：Heize
- ベスト・ユニット：Wanna One“トリプルポジション”
- TikTok most popular artist：GOT7
- TikTok ベスト・ミュージックビデオ：BTS「IDOL」
- ベスト・アジアン・スタイル：BTS
- ベスト・アジアン・アーティスト・マンダリン：JJ LIN

### 2019年
- タイトル：『2019 Mnet Asian Music Awards』
- 日程：12月4日（名古屋／ナゴヤドーム）
- コンセプト：「The Next Dimension:Music」[34]
- 冠スポンサー：Cellreturn[35]

司会
- パク・ボゴム[36]

アーティスト
| - ATEEZ - BTS - チョンハ - デュア・リパ - GOT7 | - ITZY - MAMAMOO - MONSTA X - ONEUS - パク・ジニョン |  | - SEVENTEEN - TOMORROW X TOGETHER - TWICE - WayV |

- 太字は初出演アーティスト。
- MAMA史上初のドーム開催となった[35]。
- BTSが昨年の大賞3冠に続き、「今年の歌手賞」「今年の歌賞」「今年のアルバム賞」「今年のワールドワイドアイコン賞」の大賞4部門を独占した[35]。

受賞者
- 今年の歌手賞：BTS
- 今年の歌賞：BTS「Boy With Luv (Feat. Halsey)」
- 今年のアルバム賞：BTS「MAP OF THE SOUL : PERSONA」
- 今年のワールドワイドアイコン賞：BTS
- 男性新人賞：TOMORROW X TOGETHER
- 女性新人賞：ITZY
- 男性グループ賞：BTS
- 女性グループ賞：TWICE
- 男性歌手賞：ベクヒョン
- 女性歌手賞：チョンハ
- ベスト・ダンス・パフォーマンス・ソロ：チョンハ「Gotta Go」
- 男性グループベスト・ダンス・パフォーマンス：BTS「Boy With Luv (Feat. Halsey)」
- 女性グループベスト・ダンス・パフォーマンス：TWICE「FANCY」
- ベスト・ボーカル・パフォーマンス・ソロ：テヨン「Four Seasons」
- ベスト・ボーカル・パフォーマンス・グループ：赤頬思春期
- ベスト・バンド・パフォーマンス：JANNABI
- ベスト・ヒップホップ＆アーバン・ミュージック：Heize
- ベスト・コラボレーション：イ・ソラ「Song Request (feat.SUGA of BTS)」
- ベストOST賞：GUMMY「Remember Me」(ドラマ『ホテルデルーナ』)
- ベスト・ミュージックビデオ：BTS「Boy with Love(feat.Halsey)」
- ベスト・ニュー・アジア・アーティスト：WayV
- World performer：MONSTA X
- Favorite Vocal Performance：MAMAMOO
- Favorite Dance Performance：GOT7
- Worldwide Fans' Choice：ATEEZ、BLACKPINK、EXO、GOT7、TOMORROW X TOGETHER、TWICE、MONSTA X、BTS、SEVENTEEN、X1
- Breakthrough acheivement：SEVENTEEN
- Cellreturn Female Artist：チョンハ
- Qoo10 Favorite Male Artist：BTS
- Qoo10 Favorite Female Artist：TWICE
- International Favorite Artist：デュア・リパ
- Best Composer Of The Year：Pdogg
- Best Engineer Of The Year：クォン・ナム
- Best Video Director Of The Year：Lumpens
- Best Executive Producer：パン・シヒョク

### 2020年
- タイトル：『2020 Mnet ASIAN MUSIC AWARDS』
- 日程：12月6日（ソウル／CJ E&M コンテンツワールド）
- コンセプト：「NEW-TOPIA」[40]

司会
- ソン・ジュンギ[40]

アーティスト
| - ATEEZ - BoA - BTS - CRAVITY - ENHYPEN - GOT7 - (G)I-DLE | - IZ*ONE - Jessi - JO1 - MAMAMOO - MONSTA X - NCT - OH MY GIRL |  | - SEVENTEEN - Stray Kids - テミン - THE BOYZ - TOMORROW X TOGETHER - TREASURE - TWICE |

- 太字は初出演アーティスト。
- コロナ禍の影響で、史上初の無観客での開催となった[41]。

受賞者
- 今年の歌手賞：BTS
- 今年の歌賞：BTS「Dynamite」
- 今年のアルバム賞：BTS「MAP OF THE SOUL: 7」
- 今年のワールドワイドアイコン賞：BTS
- 男性新人賞：TREASURE
- 女性新人賞：Weeekly
- 男性グループ賞：BTS
- 女性グループ賞：BLACKPINK
- 男性歌手賞：ベクヒョン
- 女性歌手賞：IU
- ソロベストダンスパフォーマンス：ファサ「Maria」
- 男性グループベストダンスパフォーマンス：BTS「Dynamite」
- 女性グループベストダンスパフォーマンス：BLACKPINK「How You Like That」
- ソロベストボーカルパフォーマンス：IU「Blueming」
- グループベストボーカルパフォーマンス：MAMAMOO「HIP」
- ベストバンドパフォーマンス：DAY6「Zombie」
- ベストヒップホップ&アーバンミュージック：ZICO「Any song」
- ベストコラボレーション：IU「eight (Prod. & Feat. SUGA of BTS)」
- ベストOST：Gaho「Start」（梨泰院クラス）
- Worldwide Fans' Choice：ATEEZ、BLACKPINK、GOT7、NCT、TOMORROW X TOGETHER、TREASURE、TWICE、MAMAMOO、BTS、SEVENTEEN
- ベストミュージックビデオ：BTS「Dynamite」
- Favorite Male Group：NCT
- Favorite Female Group：IZ*ONE
- Favorite Dance Performance Group：TOMORROW X TOGETHER「Can't You See Me?」
- Favorite Dance Performance Male Solo：テミン「Criminal」
- Favorite Dance Performance Female Solo：Jessi「NUNU NANA」
- Inspired Achievement：BoA
- The Popular Artist：TWICE
- Notable Achievement Artist：SEVENTEEN
- Global Favorite Performer：SEVENTEEN
- Discovery of the Year：ATEEZ
- Best Stage：MONSTA X
- Best of Next：CRAVITY
- Best New Asian Artist：JO1
- Favorite Asian Artist：WayV
- Best Asian Artist Japan：Official髭男dism
- Best New Asian Artist Japan：藤井風
- Best Asian Artist Mandarin：鄧紫棋
- Best New Asian Artist Mandarin：Chih Siou
- Best Asian Artist Thailand：Ink Waruntorn
- Best New Asian Artist Thailand：MILLI
- Best Asian Artist Indonesia：Rizky Febian
- Best New Asian Artist Indonesia：Tiara Andini
- Best Asian Artist Vietnam：BINZ
- Best New Asian Artist Vietnam：AMEE
- Best Executive Producer：パン・シヒョク
- Best Producer：Pdogg
- Best Composer：Yovie Widianto
- Best Engineer Of The Year：ク・ジョンピル、クォン・ナム
- Best Video Director：Lumpens
- Best Choreographer：Quang Đăng
- Best Art Director：MU:E

## 2021年-

### 2021年
- タイトル：『2021 Mnet ASIAN MUSIC AWARDS』
- 日程：12月11日（ソウル／CJ E&M コンテンツワールド）
- コンセプト：「MAKE SOME NOISE」[43]

司会
- イ・ヒョリ[43]

アーティスト
| - aespa - ATEEZ - Brave Girls - CocaNButter - ENHYPEN - Holy Bang - HOOK - INI | - ITZY - JANNABI - JO1 - Kep1er - LACHICA - NCT 127 - NCT DREAM - NCT U |  | - PROWDMON - Stray Kids - TOMORROW X TOGETHER - Wanna One - WANT - WAYB - YGX - エド・シーラン |

- 太字は初出演アーティスト。
- 2022年にブランド変更されたため、「Mnet Asian Music Awards」としての開催はこれが最後である。
- 2年ぶりの有観客での開催となった[48]。
- 韓国で2017年に放送されたオーディション番組「PRODUCE 101 SEASON2」を経て結成され、2019年1月に解散したWanna Oneが、約3年ぶりに復活しステージを披露。グァンリンを除く10人で出演し、一夜限りの再結成をはたした[47]。

受賞者
- 今年の歌手賞：BTS
- 今年の歌賞：BTS「Butter」
- 今年のアルバム賞：BTS「BE」
- 今年のワールドワイドアイコン賞：BTS
- 男性新人賞：ENHYPEN
- 女性新人賞：aespa
- 男性グループ賞：BTS
- 女性グループ賞：TWICE
- 男性歌手賞：ベクヒョン
- 女性歌手賞：IU
- ソロベストダンスパフォーマンス：ロゼ「On The Ground」
- 男性グループベストダンスパフォーマンス：BTS「Butter」
- 女性グループベストダンスパフォーマンス：aespa「Next Level」
- ソロベストボーカルパフォーマンス：IU「Celebrity」
- ベストバンドパフォーマンス：Jannabi「A Thought on an Autumn Night」
- ベストヒップホップ&アーバンミュージック：Ash Island「Melody」
- ベストコラボレーション：AKMU「NAKKA (with.IU)」
- ベストOST：チョ・ジョンソク「I Like You」（賢い医師生活シーズン2)
- ベストミュージックビデオ：BTS「Butter」
- Worldwide Fans’ Choice TOP 10：BTS、ENHYPEN、リサ、NCT 127、NCT DREAM、SEVENTEEN、Stray Kids、TOMORROW X TOGETHER、TREASURE、TWICE
- Favorite Asian Artist：INI
- Favorite International Artist：エド・シーラン
- Best Asian Artist Japan：JO1
- Best Asian Artist Cantonese：Accusefive
- Best Asian Artist Thailand：Tilly Birds
- Best Asian Artist Indonesia：Anneth
- Best Asian Artist Vietnam：Quân A.P
- Best New Asian Artist Japan：Ado
- Best New Asian Artist Mandarin：アンソン・ロー
- Best New Asian Artist Thailand：Sprite X Guygeegee
- Best New Asian Artist Indonesia：Lyodra
- Best New Asian Artist Vietnam：Hoàng Quyên
- Favorite Moment：BTS
- KTO Breakout Artist：Brave Girls
- Best Executive Producer of the Year：パン・シヒョク
- Best Producer of the Year：Teddy
- Best Composer of the Year：ユ・ヨンジン
- Best Engineer of the Year：ク・ジョンピル、クォン・ナムウ
- Best Video Director of the Year：Lumpens
- Best Choreographer of the Year：Leejung Lee
- Best Art Director of the Year：MU:E

### 2022年
- タイトル：『2022 MAMA AWARDS』
- 日程：11月29日・30日（大阪／京セラドーム）
- コンセプト：「K-POP World Citizenship」[49]
- 冠スポンサー：Yogibo[50]
- 2022 MAMA 日本公式サイト

司会
- チョン・ソミ（DAY1）
- パク・ボゴム（DAY2）

アーティスト
| 11月29日 - KARA - Stray Kids - TOMORROW X TOGETHER - JO1 - DKZ - Kep1er - ヒョリン - Forestella - BIBI - カン・ダニエル - NMIXX - LE SSERAFIM - LEEJUNG LEE - 「STREET MAN FIGHTER」 | 11月30日 - ITZY - TREASURE - ENHYPEN - IVE - ZICO - イム・ヨンウン - (G)I-DLE - NiziU - TEMPEST - j-hope - 紫雨林 - チョン・ジェイル - 3RACHA - Monika - タイガーJK - INI - NewJeans |  |  |

- 太字は初出演アーティスト。
- K-POPの影響力がアジアからグローバルに拡大するなどグローバル音楽市場の変化に合わせ、2022年より「MAMA AWARDS」にリブランディング[2]。
- 11月10日、KARAの出演を電撃発表[53]。7年半ぶりにデビュー15周年記念アルバム『MOVE AGAIN』で“完全体カムバック”し、同日『2022 MAMA AWARDS』で“復活”後初ステージを披露した[54]。
- BTSが受賞した「MAMA PLATINUM」は今年新設された賞で、一度に4つの大賞を全て受賞したアーティストに与えられるものである[55]。

受賞者
- MAMA PLATINUM：BTS
- 今年の歌手賞：BTS
- 今年の歌賞：IVE「LOVE DIVE」
- 今年のアルバム賞：BTS「Proof」
- 今年のワールドワイドアイコン賞：BTS
- 男性新人賞：Xdinary Heroes
- 女性新人賞：IVE
- 男性グループ賞：BTS
- 女性グループ賞：BLACKPINK
- 男性歌手賞：イム・ヨンウン
- 女性歌手賞：ナヨン
- ソロベストダンスパフォーマンス：PSY「That That (prod.&SUGA of BTS)」
- 男性グループベストダンスパフォーマンス：SEVENTEEN「HOT」
- 女性グループベストダンスパフォーマンス：IVE「LOVE DIVE」
- ソロベストボーカルパフォーマンス：テヨン「INVU」
- グループベストボーカルパフォーマンス：BIGBANG「Still Life」
- ベストバンドパフォーマンス：Xdinary Heroes「Happy Death Day」
- ベストヒップホップ&アーバンミュージック：Jay Park「GANADARA (feat.IU)」
- ベストコラボレーション：PSY「That That (prod.&feat.SUGA of BTS)」
- ベストOST：MeloMance「Love, Maybe」（社内お見合い)
- ベストミュージックビデオ：BLACKPINK「Pink Venom」
- Worldwide Fans’ Choice TOP 10：BTS、ENHYPEN、NCT DREAM、SEVENTEEN、Stray Kids、TOMORROW X TOGETHER、TREASURE、GOT7、BLACKPINK、PSY
- Favorite Female Group：(G)I-DLE
- Favorite New Artist：IVE、Kep1er、LE SSERAFIM、NMIXX
- Favorite Asian Artist：JO1
- Inspiration Achievement：JAURIM
- Global Music Trend Leader：ZICO
- The Most Popular Male Artist：j-hope
- The Most Popular Group：Stray Kids
- Breakout Producer：ミン・ヒジン(New Jeans)
- Yogibo Chill Artist：Stray Kids
- bibigo Culture & Style：j-hope

### 2023年
- タイトル：『2023 MAMA AWARDS』
- 日程：11月28日・29日（東京／東京ドーム）
- コンセプト：「ONE I BORN」[56]
- 冠スポンサー：Samsung Galaxy[57]
- 2023 MAMA 日本公式サイト

司会
- パク・ボゴム（DAY1）
- チョン・ソミ（DAY2）

アーティスト
| 11月28日 - 東方神起 - JO1 - INI - xikers - &TEAM - ENHYPEN - Kep1er - 「STREET WOMAN FIGHTER 2」 - TOMORROW X TOGETHER - Dynamicduo - JUST B - イ・ヨンジ - YOSHIKI | 11月29日 - ATEEZ - NiziU - RIIZE - ZEROBASEONE - BOYNEXTDOOR - EL7Z UP - (G)I-DLE - LE SSERAFIM - SEVENTEEN - Monika - TREASURE |  |  |

受賞者
- 今年の歌手賞：NewJeans
- 今年の歌賞：NewJeans「Ditto」
- 今年のアルバム賞：SEVENTEEN「FML」
- 今年のワールドワイドアイコン賞：BTS
- 新人男性賞：ZEROBASEONE
- 新人女性賞：tripleS
- 男性グループ賞：SEVENTEEN
- 女性グループ賞：NewJeans
- 男性歌手賞：JIMIN
- 女性歌手賞＝ジス
- ベストダンスパフォーマンス賞 男性ソロ：JUNG KOOK「Seven - Clean Ver.」
- ベストダンスパフォーマンス賞 女性ソロ：ジス「FLOWER」
- ベストダンスパフォーマンス賞 男性グループ：SEVENTEEN「Super」
- ベストダンスパフォーマンス賞 女性グループ：NewJeans「Ditto」
- ベストソロボーカルパフォーマンス賞：パーク・ジェイジャング「Let's Say Goodbye」
- ベストグループボーカルパフォーマンス賞：AKMU「Love Lee」
- ベストラップパフォーマンス賞：Agust D (BTS SUGA)「People Pt.2」
- ベストコラボレーション賞：ジョングク「Seven (feat. Latto) - Clean Ver.」
- ベストOST賞：The Planet BTS
- ベストミュージックビデオ賞：ジス「FLOWER」
- MAMA Award for Worldwide Fans' Choice：BTS、ENHYPEN、NCT DREAM、SEVENTEEN、Stray Kids、TOMORROW X TOGETHER、イム・ヨンウン、ZEROBASEONE、TWICE、ATEEZ
- MAMA Award for Favorite New Artist：ZEROBASEONE、RIIZE
- MAMA Award for bibigo Culture & Style：SEVENTEEN
- MAMA Award for Favorite Dance Performance Female Group：LE SSERAFIM
- MAMA Award for Favorite International Artist：YOSHIKI
- MAMA Award for Favorite Global Performer Male Group：ATEEZ
- MAMA Award for Favorite Global Performer Female Group：(G)I-DLE
- MAMA Award for Inspiring Achievement：東方神起
- MAMA Award for Galaxy Neo Flip Artist：TREASURE
- MAMA Award for Favorite Dance Performance Male Group：TREASURE
- MAMA Award for Favorite Asian Male Group：INI
- MAMA Award for Favorite Asian Female Group：Kep1er

### 2024年
- タイトル：『2024 MAMA AWARDS』
- 日程・会場：
  - 11月21日（L.A.／ドルビー・シアター）
  - 11月22日・23日（大阪／京セラドーム）
- コンセプト：「BIG BLUR：What is Real?」[62]
- 冠スポンサー：Visa[63]
- 2024 MAMA 日本公式サイト

司会
- パク・ボゴム（US）
- キム・テリ（JAPAN）

アーティスト
| 11月21日 - ILLIT - J.Y.Park - KATSEYE - RIIZE - TWS - YOUNG POSSE - アンダーソン・パーク | 11月22日 - BOYNEXTDOOR - ENHYPEN - IVE - イ・ヨンジ - ME:I - PLAVE - TOMORROW X TOGETHER - TREASURE - izna - ロゼ＆ブルーノ・マーズ | 11月23日 - aespa - BIBI - (G)I-DLE - G-DRAGON / BIGBANG - INI - MEOVV - ZEROBASEONE - SEVENTEEN - ピョン・ウソク |  |

- 太字は初出演アーティスト。
- アメリカでのMAMA開催は初であり、アジア以外で開催されるのも今回が初である[66]。
- 今年は日米でのリレー形式で行われ、アメリカでは「新人賞」、日本では「大賞」の発表が注目された[67]。
- G-DRAGONが、2015年以来およそ9年ぶりにMAMAに出演[68]。また「HOME SWEET HOME」をパフォーマンス中、SOLとD-LITEがサプライズで登場し、BIGBANGの名曲「BANG BANG BANG」「FANTASTIC BABY」を3人で披露した[69]。
- MAMAの開催間近に、ロゼ＆ブルーノ・マーズの出演が決定。大阪1日目に登場し、大ヒット中のコラボ曲「APT.」を世界初披露した[70]。しかし、このパフォーマンスがライブハウスでの事前収録であったため、ネット上では賛否の声が上がった[71]。
- 11月22日（大阪初日）のMAMAで、ZEROBASEONEを輩出したオーディション番組「BOYS PLANET」の新シーズン「BOYS II PLANET」の予告が公開された[72]。

受賞者
- 今年の歌手賞：SEVENTEEN
- 今年の歌賞：aespa「Supernova」
- 今年のアルバム賞：SEVENTEEN「SEVENTEENTH HEAVEN」
- 今年のワールドワイドアイコン賞：JIMIN
- 男性新人賞：TWS
- 女性新人賞：ILLIT
- 男性グループ賞：SEVENTEEN
- 女性グループ賞：aespa
- 男性歌手賞：JUNG KOOK
- 女性歌手賞：IU
- ベストダンスパフォーマンス賞 男性ソロ：JUNG KOOK「Standing Next to You」
- ベストダンスパフォーマンス賞 女性ソロ：ジェニー 「You&Me」
- 男性グループベストダンスパフォーマンス：TWS「plot twist」
- 女性グループベストダンスパフォーマンス：aespa「Supernova」
- ソロベストボーカルパフォーマンス：BIBI
- グループベストボーカルパフォーマンス：(G)I-DLE
- ベストバンドパフォーマンス：QWER「T.B.H」
- ベストラップ＆ヒップホップパフォーマンス：ZICO「SPOT! (feat. JENNIE)」
- ベストコラボレーション：ZICO「SPOT! (feat. JENNIE)」
- ベストOST：Crush「Love You With All My Heart」（涙の女王）
- ベストミュージックビデオ：aespa「Armagedon」
- ベストコレオグラフィ：aespa「Supernova」
- ミュージック・ビジョナリー・オブ・ザ・イヤー：G-DRAGON
- Favorite Male Group：TREASURE
- Favorite Global Performer Male Group：RIIZE
- Favorite Global Performer Female Group：IVE
- Favorite Rising Artist：MEOVV
- Favorite New Asian Artist：ME:I
- Favorite Asian Artist：INI
- Favorite Dance Performance Male Group：BOYNEXTDOOR
- Favorite Global Trending Music：ピョン・ウソク
- Worldwide KCONers’ Choice：ZEROBASEONE
- Global Sensation：ロゼ＆ブルーノ・マーズ
- Ponta Pass Global Favorite Artist：TOMORROW X TOGETHER
- Olive Young K-Beauty Star In Music：イ・ヨンジ
- CJ Global Performance：IVE
- VISA Super Stage：SEVENTEEN
- Inspiring Achievement：J.Y.Park
- Fans’ Choice Male TOP 10：JIMIN、JUNG KOOK、NCT DREAM、ZEROBASEONE、TOMORROW X TOGETHER、RM、Stray Kids、V、SEVENTEEN、ENHYPEN
- Fans’ Choice Female TOP 10：aespa、IVE、(G)I-DLE、BABYMONSTER、IU、ジェニー、イ・ヨンジ、NewJeans、TWICE、UNIS

## 日本のアーティスト出演者一覧
- Gackt - 2004年・2007年[74]
- w-inds. - 2006年[74]
- AKB48 - 2009年・2017年[74][75]
- Perfume - 2010年[74]
- CHEMISTRY - 2010年[74]
- 倖田來未 - 2011年[74]
- けやき坂46（現・日向坂46） - 2018年[76]
- 超特急 - 2018年[77]
- JO1 - 2020年・2021年・2022年・2023年[78]
- INI - 2021年・2022年・2023年
- NiziU - 2022年[79]
- YOSHIKI - 2023年
- ME:I - 2024年